# إدوارد كوك (منافس ألعاب قوى)
إدوارد كوك (بالإنجليزية: Edward Cook)‏ هو منافس ألعاب قوى أمريكي، ولد في 27 نوفمبر 1888 في تشيليكوث في الولايات المتحدة، وتوفي بنفس المكان في 18 أكتوبر 1972.

## وصلات خارجية
- إدوارد كوك على موقع أوليمبيديا (الإنجليزية)